# Chromis ternatensis
Chromis ternatensis là một loài cá biển thuộc chi Chromis trong họ Cá thia. Loài này được mô tả lần đầu tiên vào năm 1856.

## Từ nguyên
Từ định danh ternatensis được đặt theo tên gọi của đảo Ternate (thuộc quần đảo Maluku, Indonesia), nơi mà mẫu định danh của loài cá này được thu thập (–ensis: hậu tố biểu thị nơi chốn trong tiếng Latinh).

## Phạm vi phân bố và môi trường sống
C. ternatensis có phạm vi phân bố rộng rãi ở khu vực Ấn Độ Dương - Thái Bình Dương. Dọc theo vùng bờ biển Đông Phi, C. ternatensis được phân bố trải dài về phía đông đến quần đảo Mariana, quần đảo Samoa và Tonga, ngược lên phía bắc đến quần đảo Ryukyu (Nhật Bản), xa về phía nam đến rạn san hô Great Barrier và Nouvelle-Calédonie. Ghi nhận của C. ternatensis tại Biển Đỏ đã được công nhận là Chromis flavaxilla.
Ở Việt Nam, loài này được ghi nhận tại cù lao Chàm (Quảng Nam); bờ biển các tỉnh Phú Yên và Ninh Thuận; quần đảo An Thới (Kiên Giang); Côn Đảo; cù lao Câu (Bình Thuận); vịnh Nha Trang và quần đảo Trường Sa (Khánh Hòa), cũng như tại quần đảo Hoàng Sa.
C. ternatensis sống thành đàn xung quanh các cụm san hô nhánh của chi Acropora trên đới sườn dốc của các rạn viền bờ và trong đầm phá ở độ sâu đến ít nhất là 36 m.

## Mô tả
C. ternatensis có chiều dài cơ thể lớn nhất được ghi nhận là 10,5 cm. Cơ thể có màu nâu xám đến vàng nâu, trắng hơn ở thân dưới. Vây đuôi xẻ thùy, viền đen ở hai thùy đuôi. Mắt có vạch đen băng qua đồng tử; xung quanh mắt lốm đốm các chấm màu xanh lam óng.
Số gai ở vây lưng: 12–13; Số tia vây ở vây lưng: 10–12; Số gai ở vây hậu môn: 2; Số tia vây ở vây hậu môn: 10–12; Số tia vây ở vây ngực: 16–18; Số gai ở vây bụng: 1; Số tia vây ở vây bụng: 5; Số vảy đường bên: 14–17; Số lược mang: 27–30.

## Sinh thái học
Thức ăn của C. ternatensis là những loài động vật phù du. Cá đực có tập tính bảo vệ và chăm sóc trứng; trứng có độ dính và bám vào nền tổ.